# (37390) 2001 WL49
(37390) 2001 WL49 est un astéroïde de la ceinture principale d'astéroïdes découvert en 2001.

## Description
(37390) 2001 WL49 a été découvert le 30 novembre 2001 à l'observatoire Kingsnake à Seguin, dans l’État du Texas, aux États-Unis, par John V. McClusky.

### Caractéristiques orbitales
L'orbite de cet astéroïde est caractérisée par un demi-grand axe de 2,65 ua, un périhélie de 2,10 ua, une excentricité de 0,21 et une inclinaison de 13,27° par rapport à l'écliptique. Du fait de ces caractéristiques, à savoir un demi-grand axe compris entre 2 et 3,2 ua et un périhélie supérieur à 1,666 ua, il est classé, selon la JPL Small-Body Database, comme objet de la ceinture principale d'astéroïdes.

### Caractéristiques physiques
(37390) 2001 WL49 a une magnitude absolue (H) de 13,5 et un albédo estimé à 0,315.